# Château d'Auflance
Le château d'Auflance correspond aux vestiges d'un château situé à Auflance, en France.

## Description
De l'édifice, il ne reste aujourd’hui que quelques vestiges :
- Un portail Renaissance orné d’armoiries, surmonté d’une pietà,
- Des ruines de tours et de douves,
- Un chemin.

Le portail est un remarquable témoignage de l'architecture militaire de l'époque Louis XIII. « Au-dessus de la large arcade surbaissée, encadrée de refends et de pilastres jumelés et bagués, les rampants d'un fronton brisé encadrent l'écu écartelé Custine-Lombut, accompagné d'un casque et de sauvages velus, sous une niche abritant une petite pietà. À la qualité de la composition, pleine de force et de monumentalité, s'ajoute le soin apporté à la mise en œuvre, notamment dans le traitement des pierres en saillies, soigneusement vermiculées ou guillochées ». Au début du XXe siècle, l'édifice comprenanit encore un gros pavillon surmonté de combles.

## Localisation
Ces vestiges sont situés sur la commune d'Auflance, dans une vallée encaissée du département français des Ardennes.

## Historique
Le château date du XVIIe siècle, quand la famille de Custine vient s’installer à cet endroit. Théodore de Custine de Wiltz meurt en émigration, en 1798 à Bamberg en Allemagne. Le château devient bien national et est vendu à des fermiers.
L'édifice est inscrit au titre des monuments historiques en 1991.